# GJB4
GJB4 (англ. Gap junction protein beta 4) – білок, який кодується однойменним геном, розташованим у людей на короткому плечі 1-ї хромосоми.  Довжина поліпептидного ланцюга білка становить 266 амінокислот, а молекулярна маса — 30 419.
| 10         |  | 20         |  | 30         |  | 40         |  | 50         |
| ---------- |  | ---------- |  | ---------- |  | ---------- |  | ---------- |
| MNWAFLQGLL |  | SGVNKYSTVL |  | SRIWLSVVFI |  | FRVLVYVVAA |  | EEVWDDEQKD |
| FVCNTKQPGC |  | PNVCYDEFFP |  | VSHVRLWALQ |  | LILVTCPSLL |  | VVMHVAYREE |
| RERKHHLKHG |  | PNAPSLYDNL |  | SKKRGGLWWT |  | YLLSLIFKAA |  | VDAGFLYIFH |
| RLYKDYDMPR |  | VVACSVEPCP |  | HTVDCYISRP |  | TEKKVFTYFM |  | VTTAAICILL |
| NLSEVFYLVG |  | KRCMEIFGPR |  | HRRPRCRECL |  | PDTCPPYVLS |  | QGGHPEDGNS |
| VLMKAGSAPV |  | DAGGYP     |  |            |  |            |  |            |

A: Аланін

C: Цистеїн

D: Аспарагінова кислота

E: Глутамінова кислота

F: Фенілаланін

G: Гліцин

H: Гістидин

I: Ізолейцин

K: Лізин

L: Лейцин

M: Метіонін

N: Аспарагін

P: Пролін

Q: Глутамін

R: Аргінін

S: Серин

T: Треонін

V: Валін

W: Триптофан

Локалізований у клітинній мембрані, мембрані, клітинних контактах.